# Уин
Уи́н (кит. упр. 五营, пиньинь Wǔyíng, буквально: «пять охотничьих заимок») — бывший район городского подчинения городского округа Ичунь провинции Хэйлунцзян (КНР).

## История
В первой половине XX века эти земли находились под юрисдикцией уезда Танъюань. В 1952 году был образован уезд Ичунь, и эти места вошли в его состав. В декабре 1956 года был основан посёлок Уин (五营镇). В 1957 году уезд Ичунь был преобразован в городской округ, а посёлок Уин — в район Уин в его составе. В 1960 году район северная часть района была выделена в отдельный район Усин (五星区), но в 1963 году район Усин был вновь присоединён к району Уин.
В 2019 году районы Уин, Хунсин и Синьцин были расформированы, а на их землях был создан уезд Фэнлинь.

## Административное деление
Район Уин делится на 2 уличных комитета.
| № | Название | Название (кит.) | Статус          | Население чел. (2010) | На карте                         |
| - | -------- | --------------- | --------------- | --------------------- | -------------------------------- |
| 1 | Уин      | 五营街道办事处  | уличный комитет | 27041                 | 48°07′10″ с. ш. 129°15′03″ в. д. |
| 2 | Усин     | 五星街道办事处  | уличный комитет | 3288                  | 48°10′31″ с. ш. 129°19′03″ в. д. |

## Соседние административные единицы
Район Уин на северо-востоке граничит с районом Хунсин, на юго-востоке — с районом Мэйси, на юге — с районом Ичунь, на юго-западе — с районом Шанганьлин, на северо-западе — с территорией городского округа Хэйхэ.